# Джені Бойд
Джені Бойд (англ. Jenny Boyd; нар. 27 лютого 1991, Сьйон, Швейцарія) — американська акторка та модель. Відома роллю Ліззі Зальцман в американському серіалі «Спадок».

## Біографія
Народилася в м. Сьйон, Швейцарія, але дитинство пройшло в Орегоні, наразі живе та працює в Лос-Анджелес, штат Каліфорнія. Має старшу сестру Олександру Бойд, а також подвійне громадянство — США та Великої Британії. Подорожувала світом в якості міжнародної моделі з «Elite New York». Потім закінчила лондонську Академію музики й драматичного мистецтва «LAMDA», зі ступенем бакалавр акторського мистецтва.

## Кар'єра
В 2014 році знялась у фільмі «Пригоди вікінгів» у ролі Тасьї, в 2018 році була затверджена на роль Ліззі Зальцман в спін-оффі серіалів «Щоденники вампіра» та «Древні» («Первородні») — «Спадок». Джені разом Кейлі Брайант грають сестер Ліззі та Джозі Зальцман.

## Фільмографія
| Рік       |   | Українська назва  | Оригінальна назва | Роль           |
| --------- | - | ----------------- | ----------------- | -------------- |
| 2014      | ф | Пригоди вікінгів  | Viking Quest      | Тасья          |
| 2016      | ф | Чисті простирадла | Clean Sheets      | Соня           |
| 2018—2022 | с | Спадок            | Legacies          | Ліззі Зальцман |
| 2018      | ф | Шістнадцятковий   | Hex               | Ембер Келі     |
| 2018      | ф | Прилив Неділя     | Sunday Tide       | Крістабель     |